# Optatam Totius

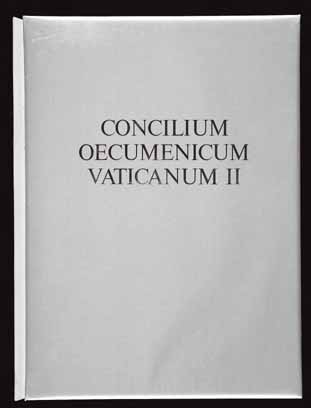
Portada del Concilio Vaticano II

Optatam Totius es un decreto del Concilio Vaticano II sobre la formación sacerdotal.
Fue aprobado con 2318 votos a favor y 3 en contra por los obispos reunidos en Concilio, fue promulgado por el papa Pablo VI el 28 de octubre de 1965.
El título del documento Optatam Totius (Ecclesiae renovationem) significa en latín: «la anhelada (renovación) de toda (la Iglesia)» y proviene de las primeras palabras del mismo decreto.
El decreto Optatam Totius trata acerca de la formación de los presbíteros al interior de la Iglesia católica.

## Contenido
- Proemio
- I. En cada nación hay que establecer unas normas de formación sacerdotal.
- II. Fomento más intenso de las vocaciones sacerdotales.
- III. Organización de los Seminarios Mayores.
- IV. El cultivo intenso de la formación espiritual.
- V. Revisión de los estudios eclesiásticos.
- VI. El fomento de la formación estrictamente pastoral.
- VII.Perfeccionamiento de la formación después de los estudios.
- Conclusión.